# الدوري الهولندي الممتاز 1895–96
الدوري الهولندي الممتاز 1895–96 (بالهولندية: Nederlands landskampioenschap voetbal 1895/96)‏ هو الموسم 8 من الدوري الهولندي الممتاز. أشرف على تنظيمه الاتحاد الملكي الهولندي لكرة القدم، وفاز فيه HVV Den Haag ‏.